# Банных, Степан Анисимович
Степан Анисимович Банных — советский военный, государственный и политический деятель, генерал-лейтенант.

## Биография
Родился в 1906 году в Клинцах. Член КПСС с 1930 года.
С 1925 года — на военной службе, общественной и политической работе. В 1925—1963 гг. — в пограничных войсках, помощник начальника заставы, начальник 41-го Нахичиванского ПОГО УПВ НКВД Азербайджанского округа, начальник УПВ НКВД Прибалтийского округа, начальник УПВ МВД/МГБ/МВД Забайкальского округа, начальник УПВ МВД Грузинского округа, начальник УПВ МВД/КГБ Закавказского округа, начальник штаба Главного управления пограничных войск КГБ при СМ СССР.
Делегат XX съезда КПСС.
Умер в Москве в 1979 году.